# Ancistrophora
- Commons
- Wikispecies

Ancistrophora A.Gray é um género botânico pertencente à família Asteraceae.

## Espécies
Apresenta uma única espécie:
- Ancistrophora wrightii A.Gray